# Пьетраббонданте
Пьетраббонданте (итал. Pietrabbondante) — коммуна в Италии, располагается в регионе Молизе, в провинции Изерния.
Население составляет 947 человек (2008 г.), плотность населения составляет 35 чел./км². Занимает площадь 27 км². Почтовый индекс — 86085. Телефонный код — 0865.
Покровителем населённого пункта считается святой San Vincenzo Ferreri.

## Демография
Динамика населения:

## Администрация коммуны
- Официальный сайт: http://www.comune.pietrabbondante.is.it/